# آندرانوووریواتو
آندرانوووریواتو (به لاتین: Andranovorivato) یک منطقهٔ مسکونی در ماداگاسکار است که در ووهیباتو واقع شده‌است. آندرانوووریواتو ۲۲٬۰۰۰ نفر جمعیت دارد و ۱٬۲۳۶ متر بالاتر از سطح دریا واقع شده‌است.